# Đoko Vukićević
Đoko Vukićević, črnogorski general, * 10. februar 1914, † 14. januar 2002.

## Življenjepis
Leta 1933 je postal član KPJ in leta 1941 se je pridružil NOVJ; med vojno je bil politični komisar več enot.
Po vojni je bil politični komisar divizije.